# Lulu Guerra
Lourdes Guerra Pérez (Las Palmas de Gran Canaria, 11 de febrero de 1990), más conocida como Lulu Guerra, es una jugadora de balonmano española que juega de portera en el Rocasa Gran Canaria y ha sido internacional con la Selección española.

## Trayectoria

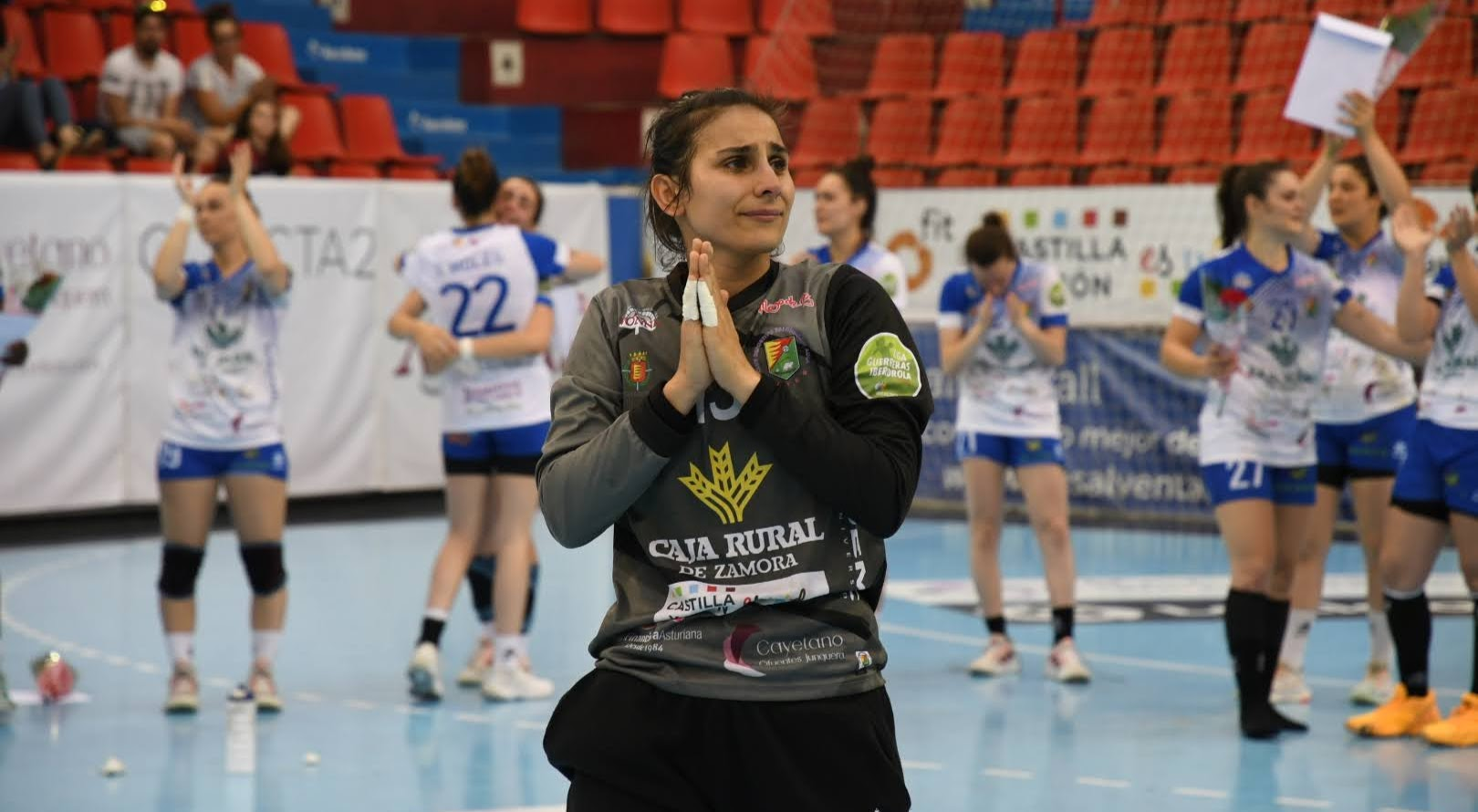
Lulu Guerra en su despedida del Aula Valladolid

Con más de 250 partidos en la élite española la portera palmense se formó en los equipos base del Rocasa Gran Canaria pero desarrolló casi toda su carrera en la élite en las filas del Aula Valladolid. Subcampeona de la Copa de la Reina en 2018 y 2021 siendo elegida en semifinales y finales de esas dos ediciones la mejor portera.
Con las vallisoletanas llegó a jugar competición continental en la Challenge Cup de la temporada 2019/20, donde llegó a semifinales deshaciéndose en cuartos del Mecalia Atlético Guardés. Mientras se esperaba el enfrentamiento ante el también equipo español KH-7 Granollers se suspendió la competición debido a la pandemia de COVID.
Fueron 11 años en los que, con las vallisoletanas, llegó a jugar competición continental aunque su desgaste mental le pasó factura y fue una de las razones para dejar el conjunto del Aula.
Tras esas 11 temporadas en el Aula Valladolid se comprometió con el Elda Prestigio de División de Honor Oro en la temporada 2022/23 aunque solo estuvo el primer tramo de la competición ya que, ante la baja de Silvia Navarro de larga duración, el Rocasa Gran Canaria decidió llamarla para cubrir el puesto de la internacional española y Lulu dijo que sí.

### Clubes
- – 2012: Balonmano Remudas
- 2012–2022: Aula Valladolid
- 2022: Elda Prestigio
- 2022–Actualidad: Rocasa Gran Canaria

#### Datos(desde 2011 a septiembre de 2023):[9]
|          | Liga | Copa | EHF |
| -------- | ---- | ---- | --- |
| Partidos | 243  | 28   | 2   |
| Goles    | 9    | 5    | 0   |

### Selección
Habitual en la selección juvenil y júnior (86 partidos con la camiseta de las Guerreras), la temporada 2017/18 le abrió la puerta de las Guerreras y debutó con el combinado nacional en un partido ante Polonia en Béjar el 24 de marzo de 2018. Junto a Elena Cuadrado formó parte de la llamada Objetivo 2021.

## Vida
Da nombre a un campus (Campus Lulu Guerra) organizado por el Gáldar Balonmano Femenino en el barrio de la Montaña de Gáldar.